# روي واليس
روي واليس (بالإنجليزية: Roy Wallis)‏ هو عالم اجتماع بريطاني، ولد في 1945، وتوفي في 1990.